# Караиванца
Караиванца е село в Северна България. То се намира в община Дряново, област Габрово. От Дряново е на 7 – 8 км. в западна посока, а от съседното в посока изток с. Скалско на 2 – 3 км. Селото е разположено по южния склон на предбалкана. На юг от него се виждат отвесните скали на „Кичаръ“.

## Население
Преброяване на населението през 2011 г.
Численост и дял на етническите групи според преброяването на населението през 2011 г.:
|                     | Численост | Дял (в %) |
| Общо                | 43        | 100,00    |
| Българи             | 21        | 48,83     |
| Турци               | 0         | 0,00      |
| Цигани              | 13        | 30,23     |
| Други               | 7         | 16,27     |
| Не се самоопределят | 0         | 0,00      |
| Неотговорили        | 2         | 4,65      |

## Галерия
- Караиванца – пощата
- Караиванца – читалището
- Караиванца – църквата вътре
- Караиванца – църквата
- Караиванца – стара къща